# Nemopalpus arroyoi
Nemopalpus arroyoi är en tvåvingeart som beskrevs av Leon 1950. Nemopalpus arroyoi ingår i släktet Nemopalpus och familjen fjärilsmyggor. Inga underarter finns listade i Catalogue of Life.